# 1846 en littérature
| Années de la littérature : 1843 - 1844 - 1845 - 1846 - 1847 - 1848 - 1849    |
| Décennies de la littérature : 1810 - 1820 - 1830 - 1840 - 1850 - 1860 - 1870 |

Cet article présente les faits marquants de l'année 1846 en littérature.

## Évènements
- 5 janvier : Alfred de Vigny refuse d'insérer un éloge du roi dans son discours de réception à l'Académie française.
- 8 janvier : Charles de Rémusat est élu à l'Académie française.
- 7 février : réapparition de Victor Hugo au Comité des monuments historiques.
- 11 février : Vigny refuse d'être présenté au roi au titre de nouvel académicien.
- 14 février : discours de Victor Hugo à la Chambre des pairs : Sur la propriété des œuvres d'art.
- 9 mars : Honoré de Balzac retrouve Ewelina Hańska à Rome.
- 1er avril : discours de Victor Hugo à la Chambre des pairs : Sur la marque de fabrique.
- 16 mai : allocution de Victor Hugo « aux fondateurs du Jury des récompenses pour les ouvriers ».
- 30 mai : Lamartine, parlant devant la Chambre des députés, fait l'éloge de Casimir Delavigne et de François Ponsard. Victor Hugo vexé.
- 2 juin : réconciliation Lamartine-Hugo.
- 3 juin : visite en Touraine et en Anjou d'Honoré de Balzac qui envisage d'acheter le château de Moncontour.
- 18 juillet : Victor Hugo est parmi les signataires d'une protestation contre le refus, par la Comédie-Française, de la pièce d'Alexandre Dumas : l'École des familles.
- 20 juillet : Début du Journal de ce que j'apprends chaque jour de Hugo.
- 2 septembre : Honoré de Balzac séjourne à Mayence avec Ewelina Hańska.
- 10 septembre : Victor Hugo visite la Conciergerie.
- 29 septembre : Honoré de Balzac achète la Folie Beaujon, rue Fortunée, à Paris, (qui deviendra rue Balzac) pour sa future épouse Ewelina Hańska.
- 13 octobre : Honoré de Balzac assiste au mariage de la fille d'Ewelina Hańska à Wiesbaden. Anna Hańska épouse le comte Mniszech.
- 13 décembre : Victor Hugo rencontre Jean Journet.

## Presse
- Mars : fondation de l'agence de presse Associated Press par six journaux new-yorkais sous la forme d'une coopérative.
- 11 novembre : La Quotidienne commence par une étude sur Abel-François Villemain une série d'articles de Gobineau sur « Quelques critiques contemporains » (22 novembre: « Gustave Planche », 11 décembre: «M. Sainte-Beuve », 12 décembre: «M. Jules Janin », 25 décembre : « M. Saint-Marc Girardin », 1847, 16 janvier « M. Charles Magnin »).

## Théâtre
- 18 février : reprise, à la Porte-Saint-Martin, de Ruy Blas.
- 17 juin: création de L'Inventeur de la poudre d'Eugène Labiche  au Théâtre du Palais-Royal à Paris.
- 14 juillet et 15 novembre : reprise d'Hernani au Théâtre-Français.

## Parutions

### Essais
- Etienne Cabet (socialiste utopiste, 1788-1856) : 
  - L’Ouvrier, ses misères actuelles, leur cause et leur remède, son futur bonheur dans la communauté, moyens de l’établir,
  - Le vrai Christianisme suivant Jésus-Christ.
- Proudhon : Le Système des contradictions économiques ou Philosophie de la misère, dans lesquels il s’oppose au communisme.
- Charles Augustin Sainte-Beuve : Critiques et portraits. Recueil d’articles de 1836 à 1846.
- Alexandre Herculano : Histoire du Portugal, publiée de 1846 à 1853.

- Lettres sur les provinces baltes, manuscrit de Samarine dénonçant l’emprise allemande sur l’administration.

### Poésie
- Arany (écrivain hongrois) : Toldi. Poème épique et romantique.

### Romans

#### Auteurs francophones
- 31 mars : Les Aventures de Jean de La Tour-Miracle, surnommé le prisonnier chanceux, roman-feuilleton de Gobineau, commencent à paraître dans La Quotidienne. La publication se poursuit jusqu'à la fin de mai.

- Honoré de Balzac :

1. Les Comédiens sans le savoir,
2. La Cousine Bette
3. Splendeurs et misères des courtisanes deuxième partie.

- Alexandre Dumas : La Dame de Monsoreau.
- George Sand : La Mare au diable.
- Eugène Sue : Mémoires d’un valet de chambre. Roman-feuilleton.

#### Auteurs traduits
- Fiodor Dostoïevski (russe) : 
  - Les Pauvres Gens
  - Le Double.
- Alexandre Herzen (écrivain et philosophe russe, 1812-1870) : À qui la faute ?.

## Principales naissances
- 19 février : Alberta von Freydorf, écrivaine allemande († 8 novembre 1923).
- 4 avril : Isidore Lucien Ducasse, plus connu sous le pseudonyme de comte de Lautréamont, poète français († 24 novembre 1870).
- 28 avril : Médéric Charot, écrivain français († 1916).
- 11 juillet : Léon Bloy, romancier et essayiste français († 3 novembre 1917).
- 21 octobre : Edmondo De Amicis, écrivain italien († 11 mars 1908).

## Principaux décès
- 10 janvier : Étienne Pivert de Senancour, écrivain français.
- 4 septembre : Étienne de Jouy